# Col de la Couillole
Il Colle della Couillole (1678 m s.l.m., in francese Col de la Couillole) è un valico alpino situato nelle Alpi francesi e fa parte del dipartimento delle Alpi Marittime.

## Ciclismo
Il Col de la Couillole fu scalato per la prima volta durante il Tour de France 1973, nella 17a tappa da Embrun a Nizza. La salita fu poi utilizzata nel Tour de France 1975, il 13 luglio 1975, durante la 15a tappa da Nizza a Pra-Loup. La tappa è rimasta leggendaria perché vide Eddy Merckx perdere la maglia gialla a favore di Bernard Thévenet. Il belga Lucien Van Impe, che indossava la maglia a pois, scollinò in testa.
Il Tour de France 2024 tornò sul colle per l'arrivo della 20a tappa. Tadej Pogačar vinse la tappa.
È stato l'arrivo della 7ª tappa della Parigi-Nizza nel 2017, il più alto arrivo di tappa della Parigi-Nizza in settantacinque edizioni della gara.
Il colle è percorso dalla Route des Grandes Alpes.